# Hrean
Hreanul (Armoracia rusticana), cunoscut și sub numele de usturoi, rădăcină-sălbatică, tormac, este o plantă legumicolă perenă, din familia Brassicaceae, cu tulpina subterană cilindrică, groasă, albă (folosită în alimentație drept condiment), cu frunzele mari și cu flori albe. Se presupune că hreanul este originar din sud-estul Europei și din vestul Asiei, însă în prezent este popular în toată lumea. Poate atinge până la 1,5 metri înălțime și este cultivat în special pentru rădăcina mare și albă, însă chiar și frunzele sale sunt comestibile.

## Tratamente naturiste cu hrean
Hreanul pe lângă întrebuințarea în alimentație este și un presupus medicament, nedovedit științific, fiind utilizat în tratamentul afecțiunilor renale, reumatismului, bronșitei, afecțiunilor dinților (parodontoză), bolilor de inimă, inflamațiilor articulare, sinuzitei, paraziților intestinali. 

Hreanul, se presupune că are multe calități terapeutice, fiind utilizat și la stimularea poftei de mâncare, tratarea gastritei și echilibrarea tranzitului intestinal. Această plantă medicinală se poate recomanda a se consuma proaspătă, sau ca principal ingredient în prepararea anumitor produse naturale (exemplu: tinctura de hrean).